# Cantares gallegos
Cantares Galegos é um livro da escritora galega Rosalía de Castro redigido em língua galega. O título da primeira edição de 1863 foi "Cantares Gallegos".
A primeira versão em português, sob o título "Cantares Galegos", foi editada pelas Irmandades da Fala de Galiza e Portugal (1999)